# Centralna Baza Orzeczeń Sądów Administracyjnych
Centralna Baza Orzeczeń Sądów Administracyjnych (CBOSA)– baza danych z orzeczeniami Naczelnego Sądu Administracyjnego i wojewódzkich sądów administracyjnych, udostępniana na stronie Naczelnego Sądu Administracyjnego.

## Opis
Baza powstała na podstawie zarządzenia nr 9 Prezesa Naczelnego Sądu Administracyjnego z dnia 11 lipca 2007 r. w sprawie utworzenia Centralnej Bazy Orzeczeń i Informacji o Sprawach sądów administracyjnych i udostępniania orzeczeń przez Internet. Na mocy tego zarządzenia poszczególne sądy administracyjne są odpowiedzialne za wprowadzanie do bazy orzeczeń przez nie wydanych. Do 1 października 2010 r. baza miała zostać uzupełniona tak, by posiadać i udostępniać wszystkie orzeczenia sądów administracyjnych wydane po 1 stycznia 2004 r., a z lat wcześniejszych – wszystkie te orzeczenia, które kończyły postępowanie i podlegały uzasadnieniu (§ 14 przywołanego zarządzenia).
Baza jest udostępniana w pełnym zakresie wszystkim sędziom i wybranym pracownikom sądów administracyjnych, natomiast publicznie w Internecie udostępniane są jedynie te orzeczenia, z których usunięto dane osobowe (§ 5 zarządzenia).